# Цадик

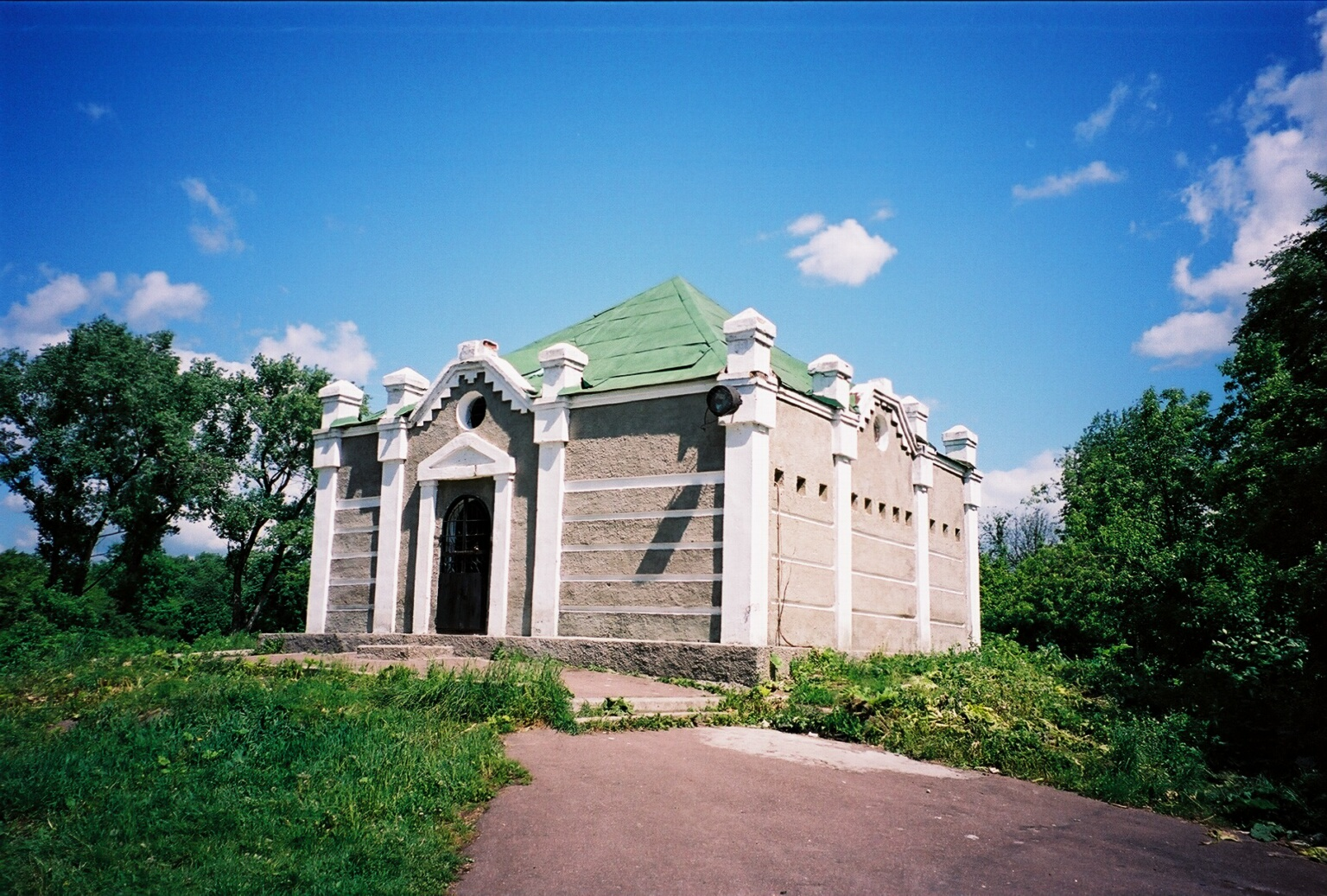
Мавзолей цадика Леві-Іцхака в Бердичеві

Цадик (гебр. צַדִּיק, праведний, благочестивий) — духовний провідник групи релігійних євреїв — прибічників хасидського напряму юдаїзму, який становить для своєї громади взірець побожності та праведної поведінки, джерело порад та етично-релігійних настанов у повсякденному житті. Термін також вживають щодо праведних людей взагалі.
Шанобливе звертання до цадиків ре́бе (їдиш, з гебр. רבי, раббі — учитель, див. також рабин), стало частиною їх іменування, наприклад, цадик руху брацлавських хасидів Нахман із Брацлава зветься Ребе Нахман.
Народне світосприйняття приписувало цадикам здібність спілкуватися з Богом та творити чудеса, тому їх поховання (на території України — кілька десятків) іноді ставали місцями паломництва.

## Походження терміна
У юдаїзмі та особливо в хасидизмі — благочестивий, безгрішний чоловік (святий), що користується особливою прихильністю Бога. Спочатку цадикам не відводилася особлива роль у релігійній ієрархії. Ними могли бути звичайні люди, які дотримувалися заповідей Тори. При цьому цадик не міг бути неписьменним або неуком в питаннях релігії (цадик, що не знає Тори — нонсенс). За легендами цадику не можна було заподіяти шкоду, бо він перебував під безпосереднім заступництвом Бога. Цадик також як би освячував ту землю, в якій жив, тому цадик служив талісманом місця, відвертаючи від міста покарання Бога (пор. Біблія-Буття 18:28). Пізніше цадикам почали приписувати екстрасенсорні здібності, особливий дар цілительства і особливу силу молитов (таким вважався Бешт).
У хасидизмі цадики перетворюються на духовних лідерів (ребе), до яких йдуть за порадою, у яких просять молитов і благословення. Хасид був зобов'язаний відвідувати цадика в певні дні, насамперед — під час свят і десяти днів покаяння, а також іноді по суботах. Цілу концепцію цадикізму розробив Елімелех з Лежайська. Передбачалося що рабин повинен бути цадиком, а цадик рабином. На відміну від християнських ченців і аскетів, цадики жили в миру (хоча нерідко й мандрували) і заводили сім'ї. Вони навіть засновували цілі династії, а після смерті їх могили ставали місцями паломництва. Такі могили знаходяться в Бердичеві, Умані й Чорнобилі Могила Цадика Менахем Нахум.
Імена цадикам надавали за назвою містечок, де відбувалася їх діяльність, з додатком почесного титулу: ребе (вчитель) або Магід (проповідник). Наприклад, Любавицький Ребе, Ружинський Ребе, Рибницький Ребе або Коженицький Магід.
Мітнагдім з одного боку і маскилим з іншого викривали «поклоніння людині» в хасидизмі і використання релігійної влади в корисливих цілях.
Слово цадик входить до складу біблійного імені Мельхіседек ("праведний цар")